# Isili
Isili là một đô thị ở tỉnh Sud Sardegna, vùng Sardegna của Ý, có vị trí cách khoảng 60 km về phía bắc của Cagliari. Đến thời điểm ngày 31 tháng 12 năm 2004, đô thị này có dân số 2.973 và diện tích là 68 km².
Isili giáp các đô thị: Gergei, Gesturi, Laconi, Nuragus, Nurallao, Nurri, Serri, Villanova Tulo.